# Varcsaró
Varcsaró románul: Vârciorova, falu Romániában, a Bánságban, Krassó-Szörény megyében.

## Fekvése
Karánsebestől délkeletre, a Temes jobb oldali mellékvölgyében fekvő település.

## Története
Varcsaró nevét 1433-ban említette először oklevél Worchorowa néven.
1448-ban Worchorowa, 1492-ben Zewriniensi, 1495-ben Alsoworchorowa, 1563-ban Keozep Worchorowa, Felseo Worchorowa, 1580-ban Varcharowa, 1656-ban Varcsarova, 1808-ban Vercserova, 1913-ban Varcsaró néven volt említve.
Tercserova egykor a Gámán család birtokai közé tartozott. 1433-ban Bizerei Miklós szerezte meg.
1447-ben a Bizerei család az aradi káptalan előtt birtokain megosztozott, ekkor Bizere, Kalova és Worchorowa három része Bizerei Miklósnak és testvérének Lászlónak, a
megmaradt negyedik rész pedig bizerei Vitéz Péter fiának, Péternek jutott. 1475-ben a Bizerei család tagjai újból megosztoztak birtokaikon.
1492-ben Bizerei Gámán György maga és fiai nevében tiltakozott az ellen, hogy Glimboka, Yorchorowa és más falvakat Csicsóvásárbelyi Ferenc diáknak elzálogosítassák.
1563-ban II. János király Alsó Worcborowa, Keozep worcborowa és felseo worcborowa falut Temesvármegye karánsebesi kerületében kanczellárjának Csáky Mihálynak
adományozta.
1566-ban a karánsebesi várnagyok bizonyították, hogy a Gámán és Csulai család Mái, Glimboka, Bawna és más falvak birtokáról egyezségre léptek.
1576-ban Báthory Kristóf új adományt adott Gámán Annának, László leányának, apai birtokaira: Kalova, Obresia, Varcziorova, Mái és más falukra Szörény vármegye karánsebesi kerületében, de itteni beiktatásának Gámán Miklós ellentmondott, végül 1584-ben Fiáth Lajossal, Anna férjével kiegyezett, véget vetve ezzel az 1580 óta folyó pernek.
1650-ben Gámán László Vercserován levő részbirtokait Gámán Miklósnak zálogosította el.
1699-ben  a falut Simon Zsigmond birtokaként említették.
Az 1717-ben végzett összeíráskor 36 házat írtak itt össze.
1769-ben a kincstár Vercserovát katonai kormányzás alá adta, majd előbb a zsupaneki oláh zászlóaljhoz, majd az oláh–illír ezred területéhez, később pedig az oláh-bánsági határőrezred szlatinai századához került. Egykor a bolvasnitzai századhoz is tartozott.
Az utolsó török háború idejéig Yercserova házai nagyon szétszórva voltak, ezért a falut áttelepítették a Kicsora és Bloschone hegy nyugati tövébe, a Yercserova patak jobb és bal partjára.
A trianoni békeszerződés előtt Krassó-Szörény vármegye Karánsebesi járásához tartozott.
1910-ben 1350 lakosából 1345 görög keleti ortodox román volt.